# Onychopterocheilus mena
Onychopterocheilus mena är en stekelart som först beskrevs av Giordani Soika 1943.  Onychopterocheilus mena ingår i släktet Onychopterocheilus och familjen Eumenidae. Inga underarter finns listade i Catalogue of Life.